# Нурсола (Тум'юмучаське сільське поселення)
Нурсо́ла (рос. Нурсола, марій. Нурсола) — присілок у складі Куженерського району Марій Ел, Росія. Входить до складу Тум'юмучаського сільського поселення.
Стара назва — Нур-Сола.

## Населення
Населення — 109 осіб (2010; 149 у 2002).
Національний склад (станом на 2002 рік):
- марі — 98 %